# Tersandro (filho de Sísifo)
Tersandro, na mitologia grega, foi um filho de Sísifo.
Ele teve dois filhos, Haliartus e Coronus, que foram adotados (como herdeiros) pelo irmão de Sísifo, Atamante, rei de Orcomeno na Beócia, quando este achou que não tinha mais nenhum descendente.
Quando Frixo, filho de Atamante (ou, segundo outras versões, Presbon, filho de Frixo e neto de Eetes) retornaram da Cólquida, os filhos de Tersandro concordaram que a casa de Atamante pertencia a Atamante e seus descendentes, e fundaram as cidades de Haliarto e Coroneia, em terras dadas por Atamante.